# Irina Tchachina
Irina Tchachina (en russe : Ирина Викторовна Чащина, Irina Viktorovna Tchachtchina), née le 24 avril 1982 à Omsk, est une gymnaste russe.
Elle commence la gymnastique rythmique à l'âge de six ans et devient rapidement excellente dans ce sport, elle est en effet la gymnaste-type du nouveau code de pointage (souple, dynamique, technique, etc.). Connue pour ses sauts grandioses et sa technique propre, elle conservera sa classe et son élégance tout au long de sa carrière.
Cependant elle reste longtemps derrière ses compatriotes Alina Kabaeva et Yulia Barsukova jusqu'à ce que cette dernière arrête la compétition. C’est alors qu'Irina peut enfin participer à des compétitions plus importantes à la place de sa camarade et remporter de nombreux titres.
Au début de 2006 alors qu'elle est au sommet de sa carrière, Tchachina décide d'arrêter la gymnastique rythmique pour se consacrer à son programme de fitness.

## Biographie
Irina Tchachina a été initiée au sport par son grand-père, un  grand sportif amateur. Elle commence la gymnastique rythmique dans sa ville natale à l'âge de six ans (son premier entraîneur était Elena Araïs) ; la veille elle avait regardé les championnats du monde à la télévision et avait été impressionnée. La famille accepta l'idée, mais insista tout de même pour qu'elle fasse de la natation. De plus la mère de la jeune fille, professeur de musique dans une école locale, voulait qu'elle suive ses traces. Irina alterna donc leçons de natation, de musique et de gymnastique, mais à l'âge de 14 ans elle dut faire un choix, et choisit la gymnastique.

## Carrière sportive

### 2004

#### Championnats d'Europe 2004
| Concours |        |        |        |        | Concours général individuel | Concours général par équipes |
| -------- | ------ | ------ | ------ | ------ | --------------------------- | ---------------------------- |
| Note     | 25.475 | 24.600 | 26.275 | 25.425 | 101.775                     | 208.400                      |
| Rang     | -      | -      | -      | -      | 3                           | 1                            |

#### Jeux olympiques de 2004
| Concours |        |        |        |        | Concours général individuel | Concours général par équipes |
| -------- | ------ | ------ | ------ | ------ | --------------------------- | ---------------------------- |
| Note     | 27.100 | 27.100 | 26.825 | 26.300 | 107.325                     | -                            |
| Rang     | -      | -      | -      | -      | 2                           | -                            |

## Palmarès

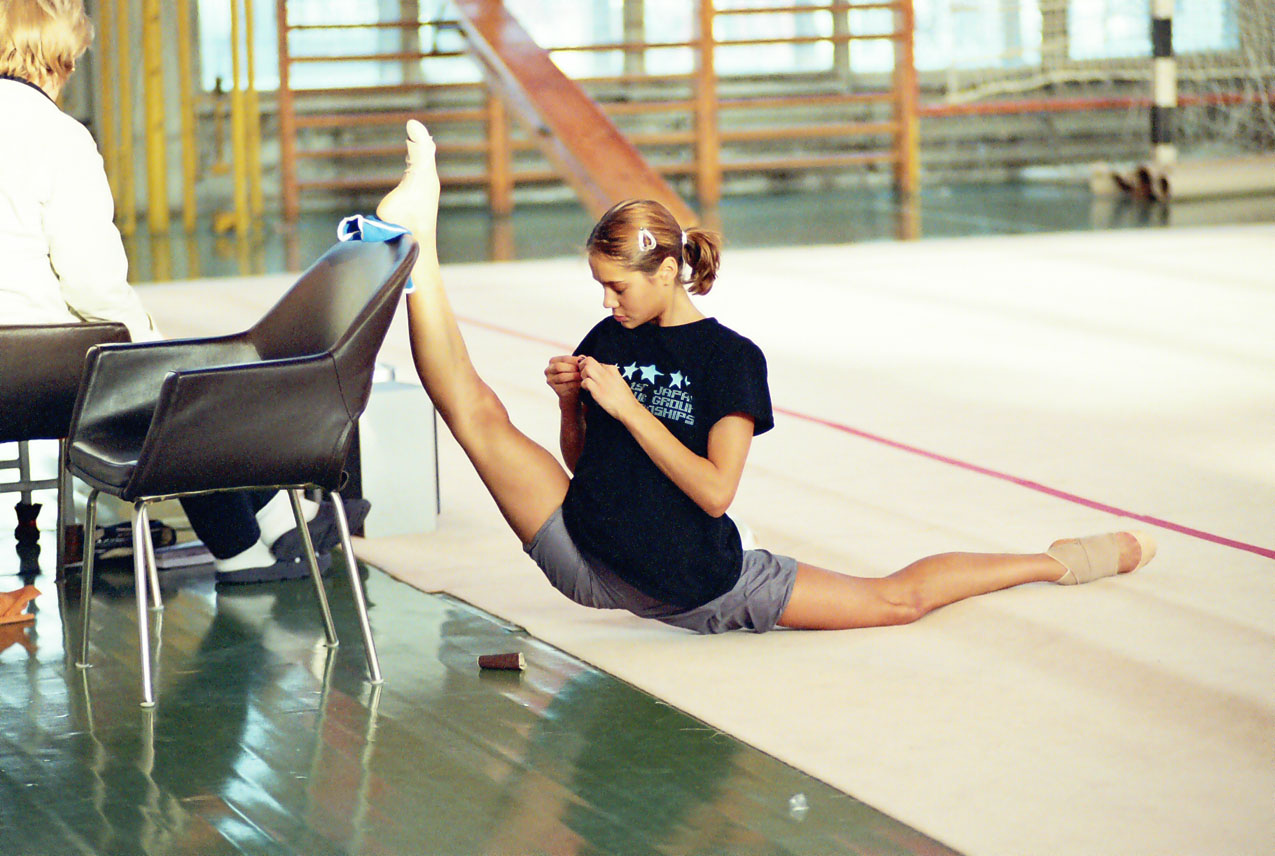
Irina Tchachina en train de s'entraîner.

### Jeux olympiques
- Athènes 2004
  -  médaille d'argent au concours général individuel.

### Championnats du monde
- Osaka 1999
  -  médaille d'or au concours général par équipes.
- Madrid 2001
  - Disqualifiée pour cause de dopage.
- Budapest 2003
  -  médaille d'or au concours général par équipes.
  -  médaille d'argent aux massues.
  -  médaille de bronze au concours général individuel.
  -  médaille de bronze au cerceau.
- Bakou 2005
  -  médaille d'or au concours général par équipes.
  -  médaille de bronze au concours général individuel.
  -  médaille de bronze à la corde.
  -  médaille de bronze aux massues..

### Championnats d'Europe
- Porto 1998
  -  médaille de bronze au concours général par équipes.
- Saragosse 2000
  -  médaille d'or au concours général par équipes.
- Genève 2001
  -  médaille d'or à la corde.
  -  médaille d'argent au cerceau.
  -  médaille d'argent au ballon.
  -  médaille d'argent aux massues.
- Kiev 2004
  -  médaille d'or au concours général par équipes.
  -  médaille de bronze au concours général individuel.
- Moscou 2005
  -  médaille d'or au concours général par équipes.
  -  médaille d'or à la corde.
  -  médaille d'or aux massues.